# La Sentinelle (Chibougamau)
Pour les articles homonymes, voir La Sentinelle.
La Sentinelle est un journal hebdomadaire régional québécois, publié dans la région du Nord-du-Québec chaque mercredi. Il devient la propriété de Tire-Média en 2016 et était tiré à 9 500 exemplaires. Dix fois par année depuis 1997, La Sentinelle produit le journal mensuel régional Le Jamésien.

## Historique

### Fondation

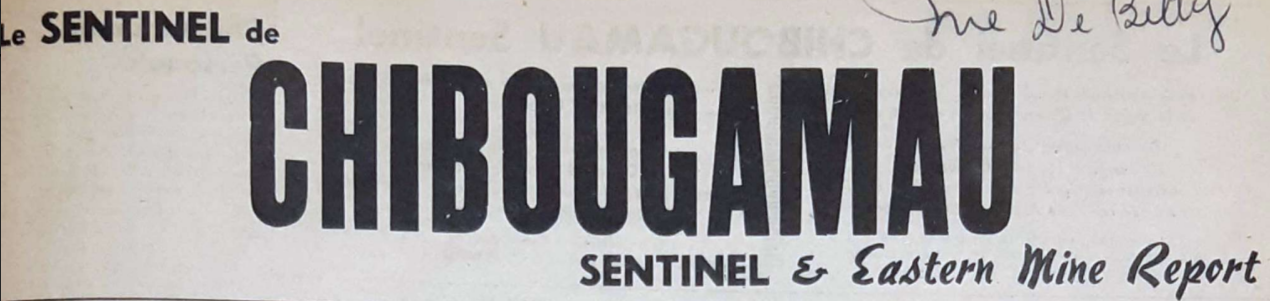
Le Sentinel de Chibougamau / Chibougamau Sentinel & Eastern Mine Report, 2 octobre 1956.

L'hebdomadaire est fondé à Chibougamau en 1956, par William Morrisey, journaliste originaire de Nouvelle-Écosse. Il voit le jour à une époque où les journaux vendus à Chibougamau proviennent de l'extérieur, tel Le Progrès-Dimanche, L'Écho Abitibien ou La Frontière. Il succède alors aux journaux The Chibougamau Miner et le Courrier de Chibougamau.
Publié pour la première fois le 2 octobre 1956, le journal imprimé à Val-d'Or est alors une publication bilingue : certains de ses articles sont en anglais ou en français. Il porte alors le nom Le Sentinel de Chibougamau / Chibougamau Sentinel & Eastern Mine Report, mais prend le nom La Sentinelle / Chibougamau Sentinel & Eastern Mine Report, dès le second numéro,.
À l'époque de sa fondation, l'éloignement géographique représente une difficulté majeure pour le journal. Il n'existe aucune route reliant Chibougamau et l'Abitibi, de même qu'aucune imprimerie locale. Les nouvelles sont alors transmises par téléphone ou par avion au bureau du journal à Val-d'Or. L'hebdomadaire y est imprimé aux atelier Le Bonfon, puis les journaux sont envoyés à Chibougamau par avion tous les mardis.
Le 7 juin 1957 paraît la dernière édition de La Sentinelle / Chibougamau Sentinel & Eastern Mine Report. Son propriétaire William Morrissey est décédé et la communauté craint alors de perdre son journal. Cette latence sera de courte durée, puisque 2 semaines plus tard, le journal est acheté par L'Écho Abitibien et prend un tournant définitivement francophone. Dès son édition du 21 juin 1957, l'hebdomadaire prend alors le nom La Sentinelle,,. Les défis de l'éloignement perdurent jusqu'à l'ouverture du chemin de fer entre Chibougamau et l'Abitibi, en novembre 1957.
Le 4 avril 1962, le journal est vendu au propriétaire du journal La Voix du Lac, de Saint-Félicien. Quelques mois plus tard, le 5 décembre 1963, La Sentinelle est à nouveau vendue et devient la propriété d'hommes d'affaires chibougamaois.

### Derniers propriétaires
Jusqu'en 2013, La Sentinelle et Le Jamésien sont la propriété de Sun Media, une filiale de Québecor Média. L'hebdomadaire et le mensuel font ensuite partis des 74 hebdomadaires rachetés par le groupe TC Média. Depuis 2016, La Sentinelle et Le Jamésien appartiennent à l'entreprise jamésienne Tire-Média.

## Archives
Tous les numéros publiés depuis 1956 sont conservés à la Société d'histoire régionale de Chibougamau.